# 全国高等学校ラグビーフットボール大会 (埼玉県勢)
全国高等学校ラグビーフットボール大会における埼玉県勢の成績について記す。

## 概要
全国高等学校ラグビーフットボール大会埼玉県予選は関東ラグビーフットボール協会、（一社）埼玉県ラグビーフットボール協会、埼玉県高等学校体育連盟、県教育委員会が主催し、毎日新聞社、NHKさいたま放送局、テレビ埼玉、埼玉新聞社などが後援し、熊谷ラグビー場をメイン会場に行われている。決勝は例年テレ玉で放送されている。

## 歴史
メイン会場のある熊谷市内の熊谷工が出場回数23回、1990年度の第70回大会で全国初優勝し、強豪校として知られている。隣接する深谷市の正智深谷も1999年度の第79回大会で全国準優勝し、2000年代からは深谷が台頭しており、県南にて高校野球や高校サッカーが盛んなことと対照的に、県北を中心に高校ラグビーが盛んとなっている。

## 歴代の全国大会出場校
| 年度              | 出場校                              | 試合結果 | 試合結果                                                                                        | 成績      |
| ----------------- | ----------------------------------- | -------- | ----------------------------------------------------------------------------------------------- | --------- |
| 1958年（第38回）  | 熊谷商工（初出場）                  | 2回戦    | ○ 3 - 3 天理 ● 6 - 22 京王                                                                      | 2回戦敗退 |
| 1959年（第39回）  | 浦和（初出場）                      | 1回戦    | ● 3 - 11 四条畷                                                                                 | 初戦敗退  |
| 1962年（第42回）  | 熊谷商工（4年ぶり2回目）            | 1回戦    | ● 3 - 11 興国商                                                                                 | 初戦敗退  |
| 1963年（第43回）  | 熊谷商工（2年連続3回目）            | 2回戦    | ○ 17 - 0 千葉工 ● 3 - 11 山口農                                                                 | 2回戦敗退 |
| 1964年（第44回）  | 熊谷商工（3年連続4回目）            | 1回戦    | ● 3 - 21 花園                                                                                   | 初戦敗退  |
| 1965年（第45回）  | 熊谷商工（4年連続5回目）            | 1回戦    | ● 0 - 29 淀川工                                                                                 | 初戦敗退  |
| 1967年（第47回）  | 熊谷商 （初出場）                   | 1回戦    | ● 0 - 23 福岡電波                                                                               | 初戦敗退  |
| 1968年（第48回）  | 朝霞 （初出場）                     | 1回戦    | ● 0 - 11 淀川工                                                                                 | 初戦敗退  |
| 1969年（第49回）  | 熊谷工（4年ぶり6回目）              | 2回戦    | ○ 34 - 8 徳島工 ● 6 - 29 諫早農                                                                 | 2回戦敗退 |
| 1970年（第50回）  | 朝霞（2年ぶり2回目）                | 2回戦    | ○ 23 - 0 坂出工 ● 3 - 25 岐阜工                                                                 | 2回戦敗退 |
| 1971年（第51回）  | 朝霞（2年連続3回目）                | 2回戦    | ○ 25 - 12 大口 ● 3 - 12 日川                                                                    | 2回戦敗退 |
| 1972年（第52回）  | 行田工 （初出場）                   | 1回戦    | ● 4 - 12 福岡工                                                                                 | 初戦敗退  |
| 1973年（第53回）  | 熊谷工（4年ぶり7回目）              | 1回戦    | ● 11 - 26 新田                                                                                  | 初戦敗退  |
| 1974年（第54回）  | 熊谷工（2年連続8回目）              | 2回戦    | ○ 66 - 0 川島 ● 12 - 33 花園                                                                    | 2回戦敗退 |
| 1975年（第55回）  | 行田工（3年ぶり2回目）              | 1回戦    | ● 8 - 18 大阪工大高                                                                             | 初戦敗退  |
| 1976年（第56回）  | 熊谷工（2年ぶり9回目）              | 1回戦    | ● 15 - 18 大阪工大高                                                                            | 初戦敗退  |
| 1977年（第57回）  | 熊谷工（2年連続10回目）             | 1回戦    | ● 0 - 41 大阪工大高                                                                             | 初戦敗退  |
| 1978年（第58回）  | 熊谷工（3年連続11回目）             | 準々決勝 | ○ 30 - 10 島本 ○ 28 - 19 佐賀工 ● 16 - 21 大分舞鶴                                              | ベスト8   |
| 1979年（第59回）  | 熊谷工（4年連続12回目）             | 2回戦    | ○ 46 - 14 城南 ● 10 - 24 日川                                                                   | 2回戦敗退 |
| 1980年（第60回）  | 熊谷工（5年連続13回目）             | 3回戦    | ○ 20 - 6 報徳学園 ○ 52 - 0 鹿児島玉龍 ● 60 - 0 大阪工大高                                       | 3回戦敗退 |
| 1981年（第61回）  | 熊谷工（6年連続14回目）             | 準決勝   | ○ 22 - 6 天理 ○ 36 - 6 清水南 ○ 20 - 0 花園 ● 9 - 10 秋田工                                     | ベスト4   |
| 1982年（第62回）  | 行田工（7年ぶり3回目）              | 3回戦    | ○ 15 - 6 千葉東 ● 6 - 21 天理                                                                   | 3回戦敗退 |
| 1983年（第63回）  | 熊谷工（2年ぶり15回目）             | 2回戦    | ○ 31 - 3 報徳学園 ● 6 - 16 大津                                                                 | 2回戦敗退 |
| 1984年（第64回）  | 熊谷工（2年連続16回目）             | 準決勝   | ○ 56 - 3 津山工 ○ 20 - 0 広島工 ○ 10 - 4 同志社 ● 10 - 14 秋田工                                | ベスト4   |
| 1985年（第65回）  | 熊谷工（3年連続17回目）             | 準決勝   | ○ 22 - 0 津山工 ○ 19 - 9 花園 ○ 8 - 0 日川 ● 3 - 15 大東大一                                    | ベスト4   |
| 1986年（第66回）  | 熊谷工（4年連続18回目）             | 決勝     | ○ 30 - 0 黒沢尻工 ○ 37 - 3 報徳学園 ○ 19 - 12 大分舞鶴 ○ 12 - 7 大阪工大高 ● 6－22 國学院久我山 | 準優勝    |
| 1987年（第67回）  | 熊谷工（5年連続19回目）             | 準々決勝 | ○ 36 - 9 名護 ○ 12 - 6 天理 ● 6 - 12 相模台工                                                   | ベスト8   |
| 1988年（第68回）  | 熊谷工（6年連続20回目）             | 2回戦    | ● 12 - 12 淀川工                                                                                | 2回戦敗退 |
| 1989年（第69回）  | 行田工（7年ぶり4回目）              | 3回戦    | ○ 9 - 4 明大中野 ● 8 - 38 啓光学園                                                              | 3回戦敗退 |
| 1990年（第70回）  | 熊谷工（第一代表・2年ぶり21回目）   | 決勝     | ○ 21 - 4 関商工 ○ 52 - 6 八千代松陰 ○ 12 - 6 東山 ○ 16 - 10 大阪工大高 ○ 19 - 9 天理            | 優勝      |
| 1990年（第70回）  | 行田工（第二代表・2年連続5回目）    | 2回戦    | ○ 52 - 0 出雲 ● 3 - 10 西陵商                                                                   | 2回戦敗退 |
| 1991年（第71回）  | 埼工大深谷 （初出場）               | 2回戦    | ○ 16 - 0 貞光工 ● 4 - 20 啓光学園                                                               | 2回戦敗退 |
| 1992年（第72回）  | 行田工（2年ぶり6回目）              | 2回戦    | ● 20 - 20 相模台工                                                                              | 2回戦敗退 |
| 1993年（第73回）  | 行田工（2年連続7回目）              | 2回戦    | ○ 19 - 5 徳島市立 ● 15 - 23 國学院栃木                                                          | 2回戦敗退 |
| 1994年（第74回）  | 埼工大深谷（3年ぶり2回目）          | 2回戦    | ● 15 - 24 東福岡                                                                                | 2回戦敗退 |
| 1995年（第75回）  | 熊谷工（5年ぶり22回目）             | 2回戦    | ● 9 - 10 大阪桐蔭                                                                               | 2回戦敗退 |
| 1996年（第76回）  | 熊谷工（2年連続23回目）             | 2回戦    | ○ 36 - 5 津山工 ● 17－25 啓光学園                                                               | 2回戦敗退 |
| 1997年（第77回）  | 埼工大深谷（3年ぶり3回目）          | 2回戦    | ○ 93 - 5 米子東 ● 3 - 27 啓光学園                                                               | 2回戦敗退 |
| 1998年（第78回）  | 埼工大深谷（2年連続4回目）          | 3回戦    | ○ 60 - 0 國学院栃木 ● 20 - 34 大阪工大高                                                        | 3回戦敗退 |
| 1999年（第79回）  | 埼工大深谷（3年連続5回目）          | 決勝     | ○ 52 - 0 都城 ○ 55 - 10 熊本西 ○ 55 - 24 大阪工大高 ○ 27 - 26 国学院久我山 ● 7 - 31 東海大仰星  | 準優勝    |
| 2000年（第80回）  | 埼工大深谷（4年連続6回目）          | 準決勝   | ○ 63 - 5 国学院栃木 ○ 69 - 14 日川 ○ 42 - 27 啓光学園 ● 12 - 26 伏見工                          | ベスト4   |
| 2001年（第81回）  | 埼工大深谷（5年連続7回目）          | 3回戦    | ○ 27 - 15 岡谷工 ● 37 - 41 大阪工大高                                                           | 3回戦敗退 |
| 2002年（第82回）  | 埼工大深谷（6年連続8回目）          | 2回戦    | ● 5 - 30 日川                                                                                   | 2回戦敗退 |
| 2003年（第83回）  | 正智深谷（7年連続9回目）            | 準決勝   | ○ 40 - 24 大阪朝鮮 ○ 92 - 0 樹徳 ○ 45 - 10 清真学園 ● 26 - 31 大分舞鶴                          | ベスト4   |
| 2004年（第84回）  | 正智深谷（8年連続10回目）           | 準決勝   | ○ 89 - 5 札幌山の手 ○ 35 - 17 大阪朝鮮 ○ 35 - 19 佐賀工 ● 22 - 38 啓光学園                      | ベスト4   |
| 2005年（第85回）  | 深谷（初出場）                      | 2回戦    | ○ 88 - 5 若狭 ● 8 - 49 長崎北陽台                                                               | 2回戦敗退 |
| 2006年（第86回）  | 正智深谷（2年ぶり11回目）           | 準々決勝 | ○ 24 - 16 佐賀工 ○ 29 - 22 大阪桐蔭 ● 15 - 29 桐蔭学園                                          | ベスト8   |
| 2007年（第87回）  | 正智深谷（2年連続12回目）           | 2回戦    | ○ 29 - 7 関西学院 ● 7 - 27 伏見工                                                               | 2回戦敗退 |
| 2008年（第88回）  | 深谷（3年ぶり2回目）                | 2回戦    | ○ 8 - 0 新田 ● 12 - 17 國學院久我山                                                             | 2回戦敗退 |
| 2009年（第89回）  | 深谷（2年連続3回目）                | 2回戦    | ○ 19 - 12 石見智翠館 ● 0 - 61 東福岡                                                            | 2回戦敗退 |
| 2010年（第90回）  | 正智深谷（第一代表・3年ぶり13回目） | 3回戦    | ○ 74 - 0 高知中央 ○ 41 - 5 若狭 ● 0 - 12 流通経済大柏                                           | 3回戦敗退 |
| 2010年（第90回）  | 深谷（第二代表・3年連続4回目）      | 3回戦    | ○ 59 - 0 倉吉総合産業 ○ 31 - 5 石見智翠館 ● 15 - 65 伏見工                                      | 3回戦敗退 |
| 2011年（第91回）  | 深谷（4年連続5回目）                | 3回戦    | ○ 78 - 7 関西 ○ 32 - 10 飯田 ● 26 - 31 國學院栃木                                               | 3回戦敗退 |
| 2012年（第92回）  | 深谷（5年連続6回目）                | 3回戦    | ○ 14 - 10 日川 ● 19 - 23 伏見工                                                                 | 3回戦敗退 |
| 2013年（第93回）  | 県立浦和（54年ぶり2回目）           | 1回戦    | ● 12 - 22 光泉                                                                                  | 初戦敗退  |
| 2014年（第94回）  | 深谷（2年ぶり7回目）                | 2回戦    | ○ 46 - 5 萩商工 ● 7 - 34 大阪桐蔭                                                               | 2回戦敗退 |
| 2015年（第95回）  | 深谷（2年連続8回目）                | 3回戦    | ○ 18 - 15 尾道 ○ 45 - 12 新潟工 ● 23 - 31 天理                                                  | 3回戦敗退 |
| 2016年（第96回）  | 深谷（3年連続9回目）                | 3回戦    | ○ 19 - 7 長崎北陽台 ● 19 - 48 東海大仰星                                                        | 3回戦敗退 |
| 2017年（第97回）  | 昌平（初出場）                      | 2回戦    | ○ 26 - 22 八幡工 ● 7 - 68 東福岡                                                                | 2回戦敗退 |
| 2018年（第98回）  | 深谷（2年ぶり10回目）               | 1回戦    | ● 21 - 26 大分舞鶴                                                                              | 初戦敗退  |
| 2019年（第99回）  | 県立浦和（6年ぶり3回目）            | 3回戦    | ○ 5 - 0 玉島 ○ 33 - 28 青森山田 ● 5 - 78 桐蔭学園                                               | 3回戦敗退 |
| 2020年（第100回） | 川越東（第一代表・初出場）          | 1回戦    | ● 7 - 24 明和県央                                                                               | 初戦敗退  |
| 2020年（第100回） | 昌平（第二代表・3年ぶり2回目）      | 2回戦    | ○ 26 - 12 松山聖陵 ● 0 - 43 大阪朝鮮                                                            | 2回戦敗退 |
| 2021年（第101回） | 昌平（2年連続3回目）                | 2回戦    | ○ 15 - 7 読谷 ● 0 - 64 桐蔭学園                                                                 | 2回戦敗退 |
| 2022年（第102回） | 昌平（3年連続4回目）                | 2回戦    | ○ 19 - 7 熊本工 ● 12 - 40 京都成章                                                              | 2回戦敗退 |
| 2023年（第103回） | 川越東（3年ぶり2回目）              | 2回戦    | ○ 22 - 13 倉敷 ● 19 - 31 光泉カトリック                                                         | 2回戦敗退 |
| 2024年（第104回） | 昌平（2年連続5回目）                | 2回戦    | ○ 43 - 15 開志国際 ● 8 - 36 天理                                                                | 2回戦敗退 |

## 学校別成績
（名称は現校名、前身学校時代を含む）
| 校名     | 出場回数 | 全国大会成績 | 備考                            |
| -------- | -------- | ------------ | ------------------------------- |
| 熊谷工   | 23回     | 31勝22敗     | 優勝1回、準優勝1回、ベスト4 3回 |
| 正智深谷 | 13回     | 22勝13敗     | 準優勝1回、ベスト4 3回          |
| 深谷     | 10回     | 12勝10敗     |                                 |
| 進修館   | 7回      | 4勝7敗       |                                 |
| 昌平     | 5回      | 5勝5敗       |                                 |
| 朝霞     | 3回      | 2勝3敗       |                                 |
| 県立浦和 | 3回      | 2勝3敗       |                                 |
| 川越東   | 2回      | 1勝2敗       |                                 |
| 熊谷商   | 1回      | 0勝1敗       |                                 |
| 県勢計   |          | 78勝65敗     |                                 |